# Dendrocolaptes
Dendrocolaptes is een geslacht van zangvogels uit de familie ovenvogels (Furnariidae).

## Soorten
Het geslacht kent de volgende soorten:
- Dendrocolaptes certhia – Gebandeerde muisspecht
- Dendrocolaptes hoffmannsi – Hoffmanns' muisspecht
- Dendrocolaptes picumnus – Blauwsnavelmuisspecht
- Dendrocolaptes platyrostris – Planalto-muisspecht
- Dendrocolaptes sanctithomae – Noordelijke gebandeerde muisspecht